# Ruth Ward Kahn
Ruth Ala Kahn foi uma escritora e palestrante judia dos Estados Unidos. Ela foi uma contribuinte da publicação Woman's Home Companion, Arena, Popular Science entre outras. Viajou para as Bermudas, México, Havaí, e a Polinésia; e lecionou em 20 estados dos Estados Unidos. Ela foi a autora de "Gertrude" (poema épico); O Primeiro Trimestre (coletânea de poemas), 1898; entre outras obras. Ela era um membro de Incorporated Society of Authors de Londres, bem como da Associação de Imprensa Nacional para Mulheres, no qual serviu como vice-presidente para o ramo do Colorado.

## Primeiros anos e educação
Ruth Ward nasceu em Jackson, Michigan em 4 de agosto de 1870, ou 4 de agosto de 1872. Seu pai, Juiz Ward, tinha sido advogado distrital na cidade, servindo como promotor e juiz da vara de família e sucessões de Michigan. Logo no início, Ward tornou-se uma colaboradora de jornais locais e revistas de escola. Ela foi educada na Universidade de Michigan, Ann Arbor, onde se graduou com honras e na graduação de Bacharelado em Artes, em 1889.

## Carreira

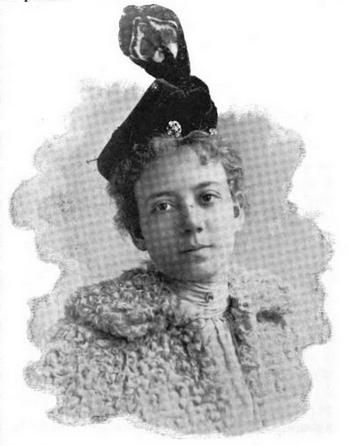
Ruth Ala Kahn (1896)

Em janeiro de 1891, casou-se com Lee Kahn, M. D. (1867-1899) no Templo Emanuel em Denver. Após seu retorno da Polinésia, ela publicou na Popular Science News um artigo destacado chamado Hawaiian Ant Life. Ela contribuiu para o Commonwealth, e o Rocky Mountain News de Denver, e para o American Israelite, de Cincinnati, Nova Orleans Picayune, Elmira Telegrama, e o St. Louis Voz Judaica. Ela publicou o poema épico, "Gertrude", e um romance, A História de Judith.
Suas palestras em várias cidades e estados foram elogiadas. No Congresso de Mulheres, realizado em conjunto com a Exposição Internacional dos Estados do Algodão, seu discurso sobre "Um Estranho em uma Terra Estranha", foi citado como "um esforço notadamente eloquente e um dos melhores da sala de reunião". Kahn fez um estudo exaustivo do Havaí e das Bermudas, e palestrou sobre os costumes, modos e a paisagem destas ilhas. Além de sua obra literária e suas palestras e leituras, ela dedicou esforço para o bem-estar e a felicidade das mulheres carentes e crianças.
Kahn era um dos membros mais jovens da Incorporated Society of Authors, de Londres, Inglaterra, no qual ingressou em 1890. Ela era um membro honorário do Clube de  Autores e Artistas de Kansas City, Missouri, e da Associação Nacional da Imprensa para Mulheres.

## Vida pessoal
Kahn viveu em Leadville, onde foi também uma artista talentosa. Ela teveum filho,  Milo Ala Kahn, que morreu na infância. Lee Kahn morreu pouco depois, em 26 de fevereiro de 1899. Em Maio daquele ano, em York, Indiana, ela visitou sua mãe, D. S. Griggs, e duas irmãs, Sylvia Wicoff e Stella Shirtz, antes de partir para a Europa no mês seguinte.